# Hymenorchis vanoverberghii
Hymenorchis vanoverberghii är en orkidéart som först beskrevs av Oakes Ames, och fick sitt nu gällande namn av Leslie Andrew Garay. Hymenorchis vanoverberghii ingår i släktet Hymenorchis och familjen orkidéer.
Artens utbredningsområde är Filippinerna. Inga underarter finns listade i Catalogue of Life.